# ナランフレグ
ナランフレグ（欧字名:Naran Huleg 香:日照飛駿、2016年4月5日 - ）は、日本の競走馬。2022年の高松宮記念の勝ち馬である。
馬名の意味は、太陽（モンゴル語）＋速く飛ぶ馬（モンゴル語）。

## 競走馬時代

### 誕生 - 生い立ち
1968年ごろに創業された、日高町豊郷の坂戸節子牧場にて誕生。1歳の秋まで同牧場にて育成された後、千葉県に移された。牧場でナランフレグの世話をしていた渡辺明治は、「体は丈夫で賢い馬だった」と述べている。坂戸節子牧場は1994年に創業者の坂戸正弘が他界したため、現在は妻の節子を含む3名で運営されている。

### 戦績

#### 2歳（2018年）
10月8日、東京競馬場の新馬戦でデビューし、丸田恭介騎乗で6番人気を覆す1着となる。しかしその後は条件戦（500万下、現：1勝クラス）を6戦するも勝ちきれない競馬が続き、同級からの卒業に7戦を要することとなった。

#### 3歳（2019年）
7月27日の1勝クラスの閃光特別では前走より騎乗していた戸崎圭太とのコンビで9カ月振りの勝利を掴むと、続く2勝クラスの飯豊特別でも勝利。続いて出走した3勝クラスのセプテンバーステークス、奥多摩ステークスでは敗れたものの、年末の浜松ステークスでは再びタッグを組んだ丸田とともに勝利した。

#### 4歳（2020年）
2月2日、丸田とともに初の重賞であるシルクロードステークス (GIII) に挑むと、8番人気ながらアウィルアウェイの3着となる。しかし年内は、この後直線競馬のアイビスサマーダッシュ (GIII)を含む5戦を走ったものの5月24日韋駄天ステークスの5着を超える走りを見せることはできなかった。

#### 5歳（2021年）
1月9日の淀短距離ステークスより始動。丸田とのコンビで5番人気から2着となった。その後三浦皇成の騎乗で6着となった春雷ステークス6着を挟み、5月9日の鞍馬ステークスでは丸田とのコンビで再び2着に入る。レース後、馬主の西城公雄が死去したため、仕事上の知人であった村木克成が所有権を引き継いだ。オーナーが替わっての初戦となる6月26日のTVh賞では丹内祐次とのコンビで4着となるが、再び丸田に手綱が戻った朱鷺ステークス、セントウルステークスではどちらも2桁着順の大敗を喫してしまった。しかし、5番人気というまずまずの評価で臨んだオパールステークスでは2着に入り、次走となったタンザナイトステークスでは2番人気からレースを制し実に2年ぶりの勝利を挙げることとなった。

#### 6歳（2022年）
シルクロードステークスから始動しメイケイエールの3着。そしてオーシャンステークスではジャンダルムに3/4馬身迫る2着と重賞で2戦ともに健闘した。この勢いのまま臨んだ初GI挑戦となる高松宮記念では8番人気という低評価ではあったが、直線で内から抜け出し、メイケイエールやレシステンシアらの人気馬をすべて蹴散らして勝利を挙げた。勝ち時計は1分8秒3（重）。この勝利は自身の重賞初制覇かつ初GI制覇であるとともに、鞍上の丸田はデビュー16年目、管理する宗像義忠調教師は開業30年目、オーナーの村木は馬主資格取得1年目、生産者の坂戸牧場（名義は坂戸節子）のそれぞれにとっても初GI制覇となった。また、ゴールドアリュール産駒として初の芝G1制覇となった。同レースの払い戻しは2着に5番人気ロータスランド、3着には17番人気のキルロードが入り、3連単は278万4560円と大波乱の決着となった。この後、6月5日の安田記念では道中後方追走も直線で伸び切れず9着に敗れ、GI連勝はならなかった。秋に入り10月2日のスプリンターズステークスでは後方から懸命に追い込んでくるもジャンダルムの3着、暮れの香港スプリントでは見せ場なく10着に終わった。

#### 7歳（2023年）
3月4日のオーシャンステークスで始動。出遅れて後方からレースを進めると、最後の直線で上り3ハロン33秒2の末脚を繰り出すも9着。連覇をかけて挑んだ3月26日の高松宮記念ではまたしても出遅れて後方からのレースとなり、直線で馬群を割って伸びてくるも4着であった。その後、2年連続出走となった6月4日の安田記念では17着、8月27日のキーンランドカップでは10着と精彩を欠いた。10月1日のスプリンターズステークス9着を最後に現役を引退、10月7日にJRAの競走馬登録を抹消した。引退後は北海道日高町のヴェルサイユリゾートファームで種牡馬入りする。

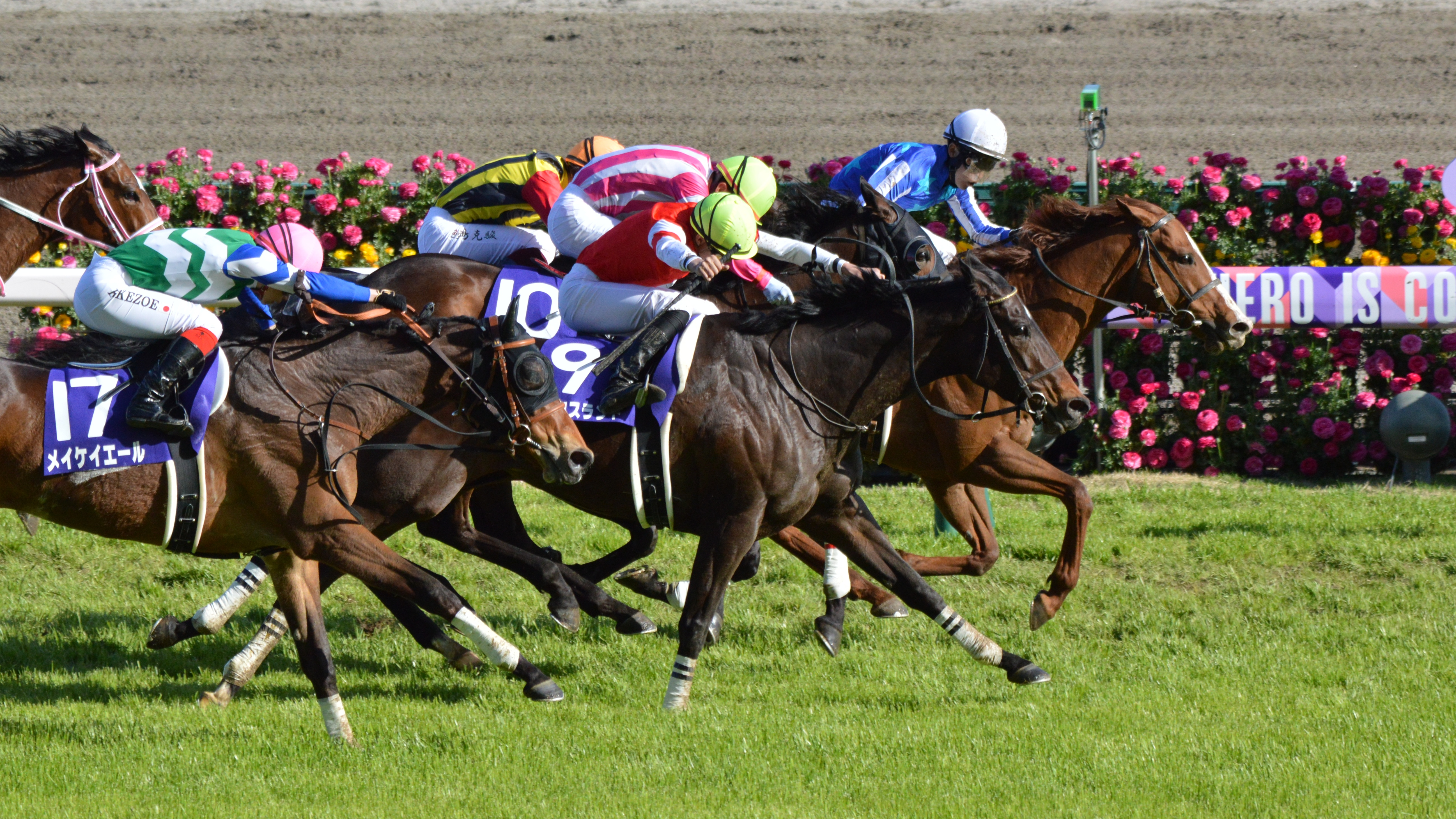
2022年高松宮記念
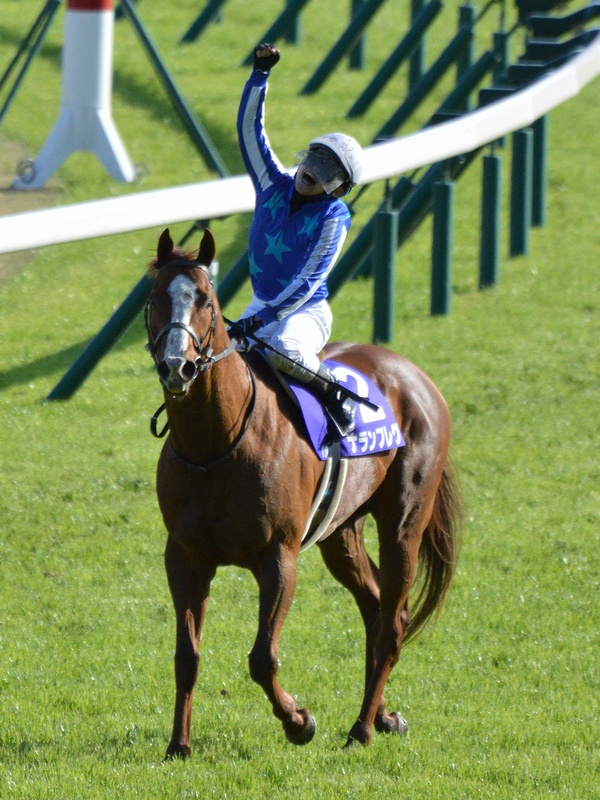
GI初勝利でガッツポーズを挙げる丸田
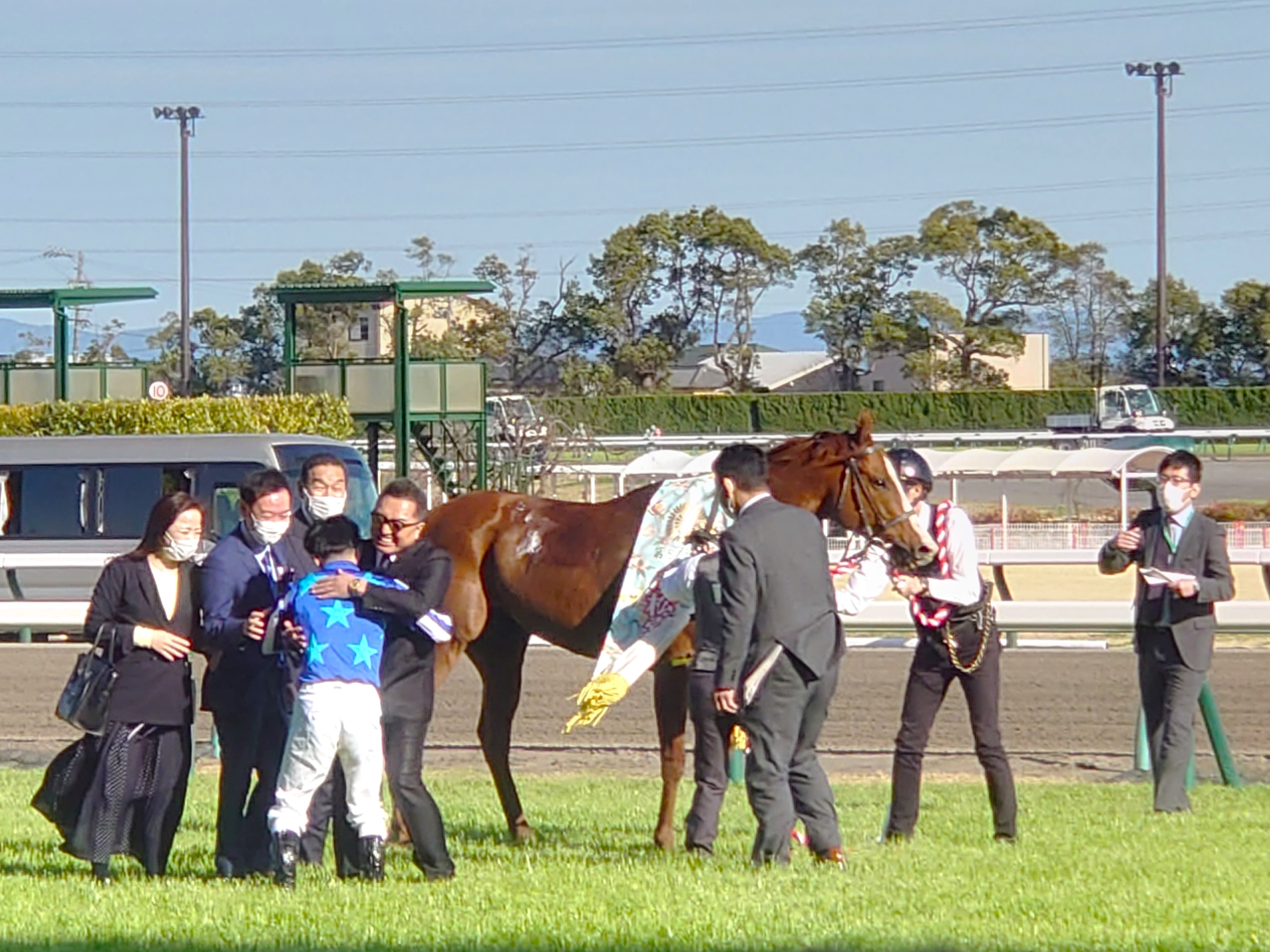
高松宮記念口取り式にてGI初勝利を分かち合う丸田ほか

## 競走成績
以下の内容は、netkeiba.com、JBISサーチおよび香港ジョッキークラブの情報に基づく。
| 競走日     | 競馬場 | 競走名          | 格      | 距離（馬場）  | 頭 数 | 枠 番 | 馬 番 | オッズ （人気） | 着順 | タイム （上り3F） | 着差  | 騎手        | 斤量 [kg] | 1着馬（2着馬）         | 馬体重 [kg] |
| ---------- | ------ | --------------- | ------- | ------------- | ----- | ----- | ----- | --------------- | ---- | ----------------- | ----- | ----------- | --------- | ---------------------- | ----------- |
| 2018.10.08 | 東京   | 2歳新馬         |         | ダ1300m（良） | 16    | 5     | 9     | 007.90（6人）   | 01着 | R1:20.0（36.0）   | -0.3  | 0丸田恭介   | 55        | （カナシバリ）         | 462         |
| 0000.11.24 | 東京   | カトレア賞      | 500万下 | ダ1600m（良） | 14    | 7     | 12    | 052.80（7人）   | 06着 | R1:39.2（37.3）   | -0.9  | 0丸田恭介   | 55        | メイクハッピー         | 468         |
| 0000.12.15 | 中京   | 寒椿賞          | 500万下 | ダ1400m（稍） | 13    | 5     | 7     | 030.60（6人）   | 03着 | R1:26.1（38.2）   | -0.5  | 0丸田恭介   | 55        | オーヴァルエース       | 466         |
| 2019.02.02 | 中京   | ごぎょう賞      | 500万下 | ダ1200m（稍） | 11    | 5     | 5     | 004.80（3人）   | 02着 | R1:12.3（36.4）   | -0.3  | 0丸田恭介   | 56        | タイミングナウ         | 462         |
| 0000.03.30 | 中山   | 3歳500万下      |         | ダ1200m（良） | 16    | 3     | 5     | 005.30（4人）   | 06着 | R1:11.6（36.7）   | -0.3  | 0丸田恭介   | 56        | ナスノダケ             | 464         |
| 0000.04.13 | 福島   | 雪うさぎ賞      | 500万下 | 芝1200m（良） | 15    | 3     | 5     | 011.40（6人）   | 10着 | R1:10.2（36.2）   | -1.0  | 0山田敬士   | 56        | ショウナンタイガ       | 456         |
| 0000.05.27 | 東京   | 3歳500万下      |         | ダ1400m（良） | 16    | 7     | 14    | 003.60（2人）   | 05着 | R1:25.7（38.0）   | -0.9  | 0戸崎圭太   | 56        | ケイアイビリジアン     | 464         |
| 0000.07.27 | 新潟   | 閃光特別        | 1勝     | 芝1000m（良） | 18    | 4     | 8     | 007.40（2人）   | 01着 | R0:54.6（31.7）   | -0.2  | 0戸崎圭太   | 54        | （ファストアズエバー） | 466         |
| 0000.08.31 | 新潟   | 飯豊特別        | 2勝     | 芝1200m（良） | 18    | 8     | 18    | 004.10（1人）   | 01着 | R1:08.7（33.8）   | -0.2  | 0戸崎圭太   | 53        | （セイウンリリシイ）   | 468         |
| 0000.09.21 | 中山   | セプテンバーS   | 3勝     | 芝1200m（良） | 15    | 3     | 6     | 003.20（1人）   | 05着 | R1:07.9（34.0）   | -0.3  | 0戸崎圭太   | 53        | エスターテ             | 468         |
| 0000.11.10 | 東京   | 奥多摩S         | 3勝     | 芝1400m（良） | 14    | 4     | 5     | 017.80（8人）   | 07着 | R1:21.8（32.5）   | -0.4  | 0野中悠太郎 | 56        | ライラックカラー       | 474         |
| 0000.12.15 | 中京   | 浜松S           | 3勝     | 芝1200m（良） | 17    | 3     | 6     | 005.60（3人）   | 01着 | R1:08.2（32.6）   | -0.4  | 0丸田恭介   | 54        | （プリディカメント）   | 476         |
| 2020.02.02 | 京都   | シルクロードS   | GIII    | 芝1200m（良） | 18    | 7     | 15    | 014.80（8人）   | 03着 | R1:09.1（33.4）   | -0.1  | 0丸田恭介   | 54        | アウィルアウェイ       | 480         |
| 0000.04.12 | 中山   | 春雷S           | L       | 芝1200m（稍） | 16    | 5     | 9     | 005.70（3人）   | 06着 | R1:08.5（34.0）   | -0.2  | 0丸田恭介   | 55        | ラヴィングアンサー     | 490         |
| 0000.05.24 | 新潟   | 韋駄天S         | OP      | 芝1000m（良） | 16    | 4     | 8     | 004.50（2人）   | 05着 | R0:54.5（31.6）   | -0.3  | 0丸田恭介   | 55        | ライオンボス           | 482         |
| 0000.07.26 | 新潟   | アイビスSD      | GIII    | 芝1000m（良） | 18    | 3     | 5     | 012.50（5人）   | 09着 | R0:54.8（32.0）   | -0.3  | 0丸田恭介   | 56        | ジョーカナチャン       | 482         |
| 0000.08.30 | 新潟   | 朱鷺S           | L       | 芝1400m（良） | 18    | 4     | 8     | 006.70（2人）   | 07着 | R1:21.4（34.9）   | -0.2  | 0丸田恭介   | 56        | カテドラル             | 482         |
| 0000.10.18 | 新潟   | 信越S           | L       | 芝1400m（良） | 16    | 4     | 7     | 009.40（4人）   | 07着 | R1:21.4（33.7）   | -0.5  | 0丸田恭介   | 55        | ジャンダルム           | 482         |
| 2021.01.09 | 中京   | 淀短距離S       | L       | 芝1200m（良） | 16    | 1     | 2     | 011.60（5人）   | 02着 | R1:08.4（33.8）   | -0.2  | 0丸田恭介   | 56        | トゥラヴェスーラ       | 486         |
| 0000.04.11 | 中山   | 春雷S           | L       | 芝1200m（良） | 16    | 6     | 12    | 010.90（5人）   | 06着 | R1:07.6（33.2）   | -0.4  | 0三浦皇成   | 55        | ジャンダルム           | 496         |
| 0000.05.09 | 中京   | 鞍馬S           | OP      | 芝1200m（良） | 15    | 3     | 5     | 004.10（1人）   | 02着 | R1:07.2（32.8）   | -0.1  | 0丸田恭介   | 56        | クリノガウディー       | 484         |
| 0000.06.26 | 札幌   | TVh賞           | OP      | 芝1200m（良） | 14    | 3     | 4     | 005.60（3人）   | 04着 | R1:08.0（33.4）   | -0.2  | 0丹内祐次   | 56        | ロードアクア           | 486         |
| 0000.08.29 | 新潟   | 朱鷺S           | L       | 芝1400m（良） | 18    | 3     | 6     | 007.30（3人）   | 10着 | R1:21.5（34.1）   | -0.5  | 0丸田恭介   | 56        | カイザーミノル         | 492         |
| 0000.09.12 | 中京   | セントウルS     | GII     | 芝1200m（良） | 17    | 7     | 13    | 065.2（11人）   | 10着 | R1:08.0（33.0）   | -0.8  | 0丸田恭介   | 56        | レシステンシア         | 486         |
| 0000.10.09 | 阪神   | オパールS       | L       | 芝1200m（良） | 16    | 3     | 5     | 011.80（5人）   | 02着 | R1:08.3（33.1）   | -0.1  | 0丸田恭介   | 55        | サヴォワールエメ       | 480         |
| 0000.12.18 | 阪神   | タンザナイトS   | OP      | 芝1200m（良） | 15    | 2     | 2     | 004.30（2人）   | 01着 | R1:08.5（33.2）   | -0.0  | 0丸田恭介   | 55        | （レジェーロ）         | 482         |
| 2022.01.30 | 中京   | シルクロードS   | GIII    | 芝1200m（良） | 18    | 5     | 10    | 007.00（3人）   | 03着 | R1:08.3（33.3）   | -0.2  | 0丸田恭介   | 56        | メイケイエール         | 494         |
| 0000.03.05 | 中山   | オーシャンS     | GIII    | 芝1200m（良） | 15    | 6     | 10    | 008.20（4人）   | 02着 | R1:08.0（33.5）   | -0.1  | 0丸田恭介   | 56        | ジャンダルム           | 498         |
| 0000.03.27 | 中京   | 高松宮記念      | GI      | 芝1200m（重） | 18    | 1     | 2     | 027.80（8人）   | 01着 | R1:08.3（33.9）   | -0.0  | 0丸田恭介   | 57        | （ロータスランド）     | 486         |
| 0000.06.05 | 東京   | 安田記念        | GI      | 芝1600m（良） | 18    | 8     | 18    | 052.1（12人）   | 09着 | R1:32.7（33.1）   | -0.4  | 0丸田恭介   | 58        | ソングライン           | 490         |
| 0000.10.02 | 中山   | スプリンターズS | GI      | 芝1200m（良） | 16    | 3     | 6     | 018.60（5人）   | 03着 | R1:08.0（33.9）   | -0.2  | 0丸田恭介   | 57        | ジャンダルム           | 490         |
| 0000.12.11 | 沙田   | 香港スプリント  | G1      | 芝1200m（Gd） | 14    | 2     | 6     | 033.00（8人）   | 10着 | R1:09.38（33.47） | -0.62 | 0丸田恭介   | 57        | Wellington             | 483         |
| 2023.03.04 | 中山   | オーシャンS     | GIII    | 芝1200m（良） | 16    | 1     | 2     | 005.40（3人）   | 09着 | R1:08.1（33.2）   | -0.7  | 0丸田恭介   | 59        | ヴェントヴォーチェ     | 498         |
| 0000.03.26 | 中京   | 高松宮記念      | GI      | 芝1200m（不） | 18    | 3     | 6     | 019.80（9人）   | 04着 | R1:11.8（35.1）   | -0.3  | 0丸田恭介   | 58        | ファストフォース       | 492         |
| 0000.06.04 | 東京   | 安田記念        | GI      | 芝1600m（良） | 18    | 1     | 1     | 147.1（16人）   | 17着 | R1:33.3（34.5）   | -1.9  | 0丸田恭介   | 58        | ソングライン           | 490         |
| 0000.08.27 | 札幌   | キーンランドC   | GIII    | 芝1200m（重） | 16    | 1     | 2     | 007.80（5人）   | 10着 | R1:11.1（35.6）   | -1.2  | 0丸田恭介   | 58        | ナムラクレア           | 498         |
| 0000.10.01 | 中山   | スプリンターズS | GI      | 芝1200m（良） | 16    | 2     | 4     | 046.3（13人）   | 09着 | R1:08.6（34.4）   | -0.6  | 0丸田恭介   | 58        | ママコチャ             | 492         |

- 海外の競走の「枠番」欄にはゲート番を記載
- 香港のオッズ・人気は香港ジョッキークラブのもの

## エピソード
- 2019年の浜松ステークスで見せた段違いの末脚に、鞍上の丸田恭介は「僕を男にしてくれる馬かもしれません」と競馬記者に伝えていた[22][23]。しかし、2020年、2021年と収得賞金が足らずに目標のGIレースに出走がかなわなかったため「僕が馬に遊ばれてしまっているんだ」と反省し、「先生（宗像師）が乗せてくれるので絶対に結果を出さなきゃ」と自らを奮い立たせていた[23]。
- 2022年のGI高松宮記念では、直線で内を突いて勝利を挙げた[7]。丸田はこの“インコースの選択”に対し、3走前のタンザナイトステークスにて内を突く競馬で勝利をしていたため「自信をもってインコースに行きました」と振り返っている[24]。

## 血統表
| ナランフレグの血統                           | ナランフレグの血統                              | ナランフレグの血統                      | （血統表の出典）                        | （血統表の出典）  |
| 父系                                         | サンデーサイレンス系/ヘイロー系                 | サンデーサイレンス系/ヘイロー系         | サンデーサイレンス系/ヘイロー系         | [ § 2 ]           |
| 父 ゴールドアリュール 北海道追分町 栗毛 1999 | 父の父*サンデーサイレンス アメリカ 青鹿毛 1986  | Halo                                    | Hail to Reason                          | Hail to Reason    |
| 父 ゴールドアリュール 北海道追分町 栗毛 1999 | 父の父*サンデーサイレンス アメリカ 青鹿毛 1986  | Halo                                    | Cosmah                                  |                   |
| 父 ゴールドアリュール 北海道追分町 栗毛 1999 | 父の父*サンデーサイレンス アメリカ 青鹿毛 1986  | Wishing Well                            | Understanding                           | Understanding     |
| 父 ゴールドアリュール 北海道追分町 栗毛 1999 | 父の父*サンデーサイレンス アメリカ 青鹿毛 1986  | Wishing Well                            | Mountain Flower                         |                   |
| 父 ゴールドアリュール 北海道追分町 栗毛 1999 | 父の母*ニキーヤ アメリカ 鹿毛 1993              | Nureyev                                 | Northern Dancer                         | Northern Dancer   |
| 父 ゴールドアリュール 北海道追分町 栗毛 1999 | 父の母*ニキーヤ アメリカ 鹿毛 1993              | Nureyev                                 | Special                                 |                   |
| 父 ゴールドアリュール 北海道追分町 栗毛 1999 | 父の母*ニキーヤ アメリカ 鹿毛 1993              | Reluctant Guest                         | Hostage                                 | Hostage           |
| 父 ゴールドアリュール 北海道追分町 栗毛 1999 | 父の母*ニキーヤ アメリカ 鹿毛 1993              | Reluctant Guest                         | Vaguely Royal                           |                   |
| 母 ケリーズビューティ 北海道三石町 青毛 2001 | 母の父*ブライアンズタイム アメリカ 黒鹿毛 1985  | Roberto                                 | Hail to Reason                          | Hail to Reason    |
| 母 ケリーズビューティ 北海道三石町 青毛 2001 | 母の父*ブライアンズタイム アメリカ 黒鹿毛 1985  | Roberto                                 | Bramalea                                |                   |
| 母 ケリーズビューティ 北海道三石町 青毛 2001 | 母の父*ブライアンズタイム アメリカ 黒鹿毛 1985  | Kelley's Day                            | Graustark                               | Graustark         |
| 母 ケリーズビューティ 北海道三石町 青毛 2001 | 母の父*ブライアンズタイム アメリカ 黒鹿毛 1985  | Kelley's Day                            | Golden Trail                            |                   |
| 母 ケリーズビューティ 北海道三石町 青毛 2001 | 母の母ビューティークロス 北海道門別町 栗毛 1991 | タマモクロス                            | シービークロス                          | シービークロス    |
| 母 ケリーズビューティ 北海道三石町 青毛 2001 | 母の母ビューティークロス 北海道門別町 栗毛 1991 | タマモクロス                            | グリーンシャトー                        |                   |
| 母 ケリーズビューティ 北海道三石町 青毛 2001 | 母の母ビューティークロス 北海道門別町 栗毛 1991 | ミヤマビューティー                      | *ノーザンテースト                       | *ノーザンテースト |
| 母 ケリーズビューティ 北海道三石町 青毛 2001 | 母の母ビューティークロス 北海道門別町 栗毛 1991 | ミヤマビューティー                      | ホウヨウクイン                          |                   |
| 母系(F-No.)                                  | (FN:1-b)                                        | (FN:1-b)                                | (FN:1-b)                                | [ § 3 ]           |
| 5代内の近親交配                              | Hail to Reason 4x4, Northern Dancer 4x5         | Hail to Reason 4x4, Northern Dancer 4x5 | Hail to Reason 4x4, Northern Dancer 4x5 | [ § 4 ]           |
| 出典                                         | 1. 2. 3. 4.                                     | 1. 2. 3. 4.                             | 1. 2. 3. 4.                             | 1. 2. 3. 4.       |

- 半兄にオープン特別を4勝したインプレスウィナー（父フサイチコンコルド）がいる。
- 3代母ミヤマビューティーは、ホウヨウボーイの半妹[28]。
- 8代母フラツシングラスは、マンナ（競走馬名ロビンオー。トキツカゼ、クモノハナの2代母）の半妹[29]。
- 10代母フラストレートは、輸入基礎牝馬[25]。